# Odeillo-solovnen
Odeillo-solovnen er et forsøgsanlæg fra 1970, der benytter sollys som energikilde. Den er 54 m høj og 48 m bred, og den omfatter 63 ”heliostater” (bevægelige spejle). Den præsterer en varmemængde, svarende til 1 megawatt. Sammen med solovnen i Parkent i Usbekistan er den én af de største i sin art. Anlæggets laboratorium har skabt sig et internationalt ry inden for udforskningen af af stoffers egenskaber under ekstreme forhold og af de fænomener, der er knyttet til høje temperaturer. Solovnen i Odeillo har fungeret som forbillede for lignende anlæg i hele verden, og den har vist styrken i solenergien og de mange anvendelser, den har.

## Geografi
Solovnen i Odeillo er placeret i kommunen Font-Romeu-Odeillo-Via i landskabet Cerdagne (Katalansk: Cerdanya), som ligger i den østlige ende af Pyrenæerne, og man har valgt dette sted af to grunde:
- varigheden og styrken i den direkte solindstråling (flere end 2400 timer/år)
- luftens renhed (stor højde og lav luftfugtighed)

I nærheden findes desuden Solovnen i Mont-Louis og forskningscentret for sollys i Targassonne.

## Virkemåde
Man benytter sig af, at solstrålerne kan koncentreres ved hjælp af spejle. De bliver først opfanget af en række bevægelige spejle, som står på en skråning, og derfra bliver de sendt videre til en anden serie af spejle, som er anbragt på en parabolskærm. Derfra sendes de ind mod en rund skive på toppen af tårnet i midten. Denne skive er knap 40 cm i diameter, og dér koncentreres energien, så den svarer til ”10.000 sole”.

## Fordele
- I nogle få sekunder kan man opnå temperaturer over 3.500 °C
- Energien er ”gratis” og ikke forurenende
- Ovnen giver mulighed for bratte ændringer i temperaturen, sådan at man kan undersøge virkningen af temperaturchok
- Der er ingen forurening (udstødningsgas, røgafgivelse osv.), da det kun er den undersøgte genstand, der bliver varmet op ved bestråling.
- Opvarmningen kan foregå i en kontrolleret atmosfære (f.eks. svarende til det tomme rum eller atmosfæren på Mars)

## Anvendelse
Solovnen i Odeillo modtager franske statsmidler til undersøgelse af høje temperaturer, omdannelse af af forskellige energiformer, spaltning af vand (for at skaffe brint) og stoffers opførsel ved høje temperaturer og under ekstreme forhold. Forskningen drejer sig desuden om flyindustri og rumfart, og man kan benytte anlægget til at skabe en høj grad af kemisk renhed.

### Eksterne links
- Laboratoriet PROMES (PROcedes, Materiaux et Energie Solaire) (fransk)
- Roussillons historie: Odeillo-solovnen (fransk)

42°29′37.31″N 2°1′45.38″Ø / 42.4936972°N 2.0292722°Ø